# Alfred Jefferson Vaughan Jr.
Alfred Jefferson Vaughan, Jr (10 mai 1830 - 1er octobre 1899) est un ingénieur civil américain, planteur, soldat et écrivain. Il sert en tant que général confédéré au cours de la guerre de Sécession, durant laquelle il est blessé deux fois, et combat principalement sur le théâtre occidental du conflit. 
Après la guerre, Vaughan reprend l'agriculture, est actif dans les affaires des anciens combattants confédérés, et est un auteur publié. Il participe aussi à la formation du mouvement de la grange (en) aux États-Unis.

## Avant la guerre
Alfred J. Vaughan, Jr naît en 1830 dans le comté de Dinwiddie, en Virginie, fils de Alfred Jefferson Vaughan et de sa femme Dorothy. Il entre à l'institut militaire de Virginie (VMI) le 17 juillet 1848, et est diplômé 15e sur promotion de 29 cadets, le 4 juillet 1851. Tout au long de sa dernière année, il sert comme « cadet capitaine et commandant de la compagnie ». Pendant qu'il est à la VMI, Vaughan est un camarade de classe de William Y. C. Humes, qui sortira second de sa promotion et servira également comme général confédéré lors de la guerre de Sécession.
Vaughan choisit de devenir ingénieur en génie civil, et part d'abord à Saint Joseph, Missouri, travaillant comme arpenteur-géomètre pour le chemin de fer d'Hannibal et de St. Joseph. Peu de temps après, il part pour le sud de la Californie, où il sert comme géomètre suppléant des États-Unis. Il est ensuite brièvement dans le cabinet d'une autorité du chemin de fer de la Northern Pacific. Dans ce travail, Vaughan sert comme secrétaire privé d'Alfred Cumming (oncle du général confédéré Alfred Cumming) qui représente le chemin de fer lors des pourparlers du traité de paix avec les indiens vivant sur la partie supérieure de la rivière Missouri.
S'établissant finalement dans le comté de Marshall, Mississippi, Vaughan devient agriculteur. Là, il rencontre Martha Jane Hardaway (1838-1911) et ils se marient le 6 novembre 1856, et auront huit enfants. Il travaille toujours comme planteur dans le comté de Marshall, quand la guerre éclate en 1861.

## Guerre de Sécession
Lorsque la guerre de Sécession commence en 1861, Vaughan choisit de suivre son état natal et ceux d'adoption et la cause confédéré, en dépit de ses forts sentiments unionistes. Il lève une compagnie d'habitants du Mississippi pour le service, cependant, l'État est incapable de les armer et de les équiper, de sorte que Vaughan les conduit au nord à Moscow, dans le Tennessee. Là, ses hommes (surnommés les « Dixie Rifles ») sont ajoutés au 13th Tennessee Infantry, et Vaughan entré dans l'armée confédérées comme capitaine en mai. En juin, le régiment est réorganisé, et, le 7 juin, il est élu lieutenant colonel.

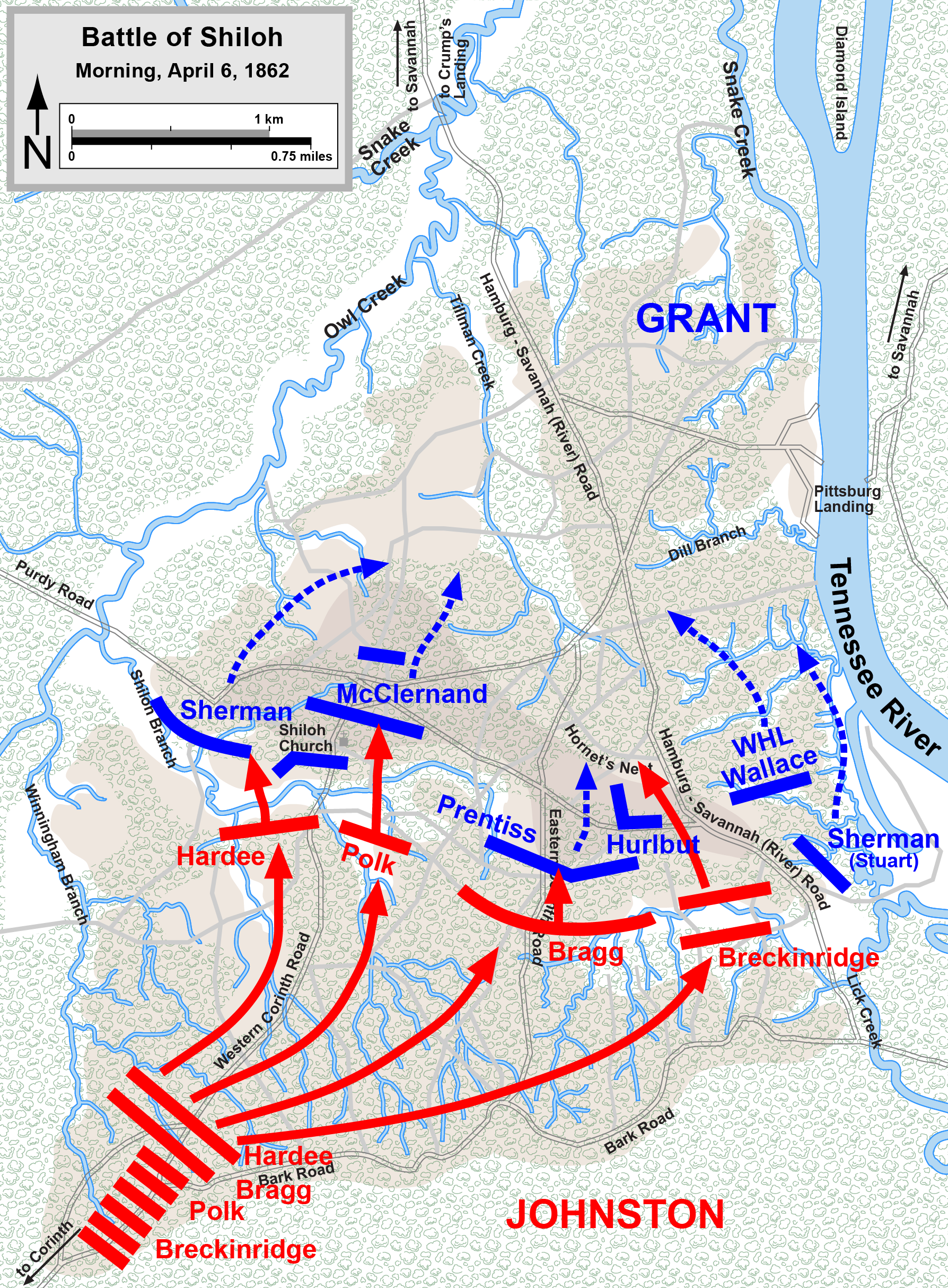
La bataille de Shiloh, les actions du 6 avril 1862

Vaughan et son régiment participe d'abord à l'action au cours de la bataille de Belmont, le 7 novembre 1861. Le 4 décembre, il est promu colonel et reçoit le commandement du 13th Tennessee. Il combat ensuite lors de la bataille de Shiloh, les 6-7 avril 1862, et est légèrement blessé le premier jour de la bataille. La conduite de Vaughan dans ces combat est décrite comme suit : « ... il a mené ses troupes dans une charge contre la droite de l'Union, mettant en déroute un régiment de l'Ohio et obligeant une batterie à proximité d'abandonner 3 de ses canons ». Au début de l'automne, il reçoit le commandement d'une brigade de l'armée du Tennessee et de ses deux précédentes dénominations (armée du Kentucky et du Mississippi).

Récupérant de sa blessure, Vaughan participe à la bataille de Richmond les 29 et 30 août, et la bataille de Perryville le 8 octobre. Il combat également lors de la bataille de Stones River (aussi appelée la bataille de Murfreesboro) du 31 décembre au 2 janvier 1863. Le service le plus notable de Vaughan est au cours de la bataille de Chickamauga les 17-18 septembre 1863, au cours de laquelle il reçoit une promotion personnelle sur le terrain par le président confédéré Jefferson Davis « pour bravoure remarquable ». Vaughan est promu au brigadier général à compter du 18 novembre 1863, « en reconnaissance de ses services pour la Confédération à Chickamauga ». Un récit de sa performance lors de ce combat suit : 

« À Chickmauga, il est promu brigadier général sur le terrain, et succède au commandement de la brigade à Preston Smith, qui a été tué lors de cette bataille. Quand il tombe, le colonel Vaughan est à ses côtés et prend en charge immédiatement sa brigade, et avec compétence et courage mérite somptueusement l'honneur que lui a accordé le président de la Confédération,. »

Campagne d'Atlanta de 1864

Au cours de la campagne de Chattanooga qui suit, Vaughan combat à la bataille de Missionary Ridge le 25 novembre 1863. Il participe ensuite à la campagne d'Atlanta de 1864, et le 4 juillet Vaughan conduit sa brigade lors d'une escarmouche à Vining's Station juste après la bataille de Marietta le jour précédent. Jusqu'alors, il a échappé à de graves blessures, malgré le fait d'avoir eu au moins huit chevaux tués au combat. Toutefois, dans ce combat, il est gravement blessé lorsque sa jambe est coupée par une explosion d'obus d'artillerie, mettant fin à son service militaire avec les États Confédérés. Le 10 mai 1865, Vaughan est libéré sur parole à Gainesville, en Alabama, et de retourne chez lui.

## Après la guerre
Après la fin de la guerre de Sécession en 1865, Vaughan, reprend l'agriculture dans le Mississippi. En 1872, il s'installe au Tennessee, où en 1873, il participe au mouvement de la grange (en) à Memphis. Il sert comme agent général du mouvement, responsable de l'organisation des granges de l'État  au Mississippi, en Arkansas et au Tennessee. Vaughan ouvre également une affaire commerciale pendant qu'il est à Memphis.
Le 4 novembre 1876, Vaughan est le grand Marshall du grand rassemblement démocratique à Memphis. Il y a 4 000 personnes à la procession aux flambeaux et 10 000 personnes à l'assemblée lors de l'exposition du bâtiment. Les autres invités d'honneur et orateurs comprennent Lucius Q. C. Lamar et l'ancien Gouverneur Isham Vert Harris parmi d'autres dignitaires.
En 1878, Vaughan est élu greffier de la cour criminelle du comté de Shelby, Tennessee, et est réélu en 1882. De 1897 jusqu'à sa mort, Vaughan est à la tête de la section de l'United Confederate Veterans dans le Tennessee. Aussi, en 1897, il publie son livre Personal Record of the Thirteenth Regiment, Tennessee Infantry. Il meurt deux ans plus tard à Indianapolis, dans l'Indiana, et son corps retourne à Memphis pour l'inhumation dans le cimetière d'Elmwood de la ville.